# Маи-Аше
Маи-Аше (фр. Maï Aïche) — деревня и супрефектура в Чаде, расположенная на территории региона Шари-Багирми. Входит в состав департамента Багирми.

## Географическое положение
Деревня находится в юго-западной части Чада, к востоку от реки Шари, на высоте 298 метров над уровнем моря.
Населённый пункт расположен на расстоянии приблизительно 65 километров к востоку-юго-востоку (ESE) от столицы страны Нджамены.

## Население
По данным официальной переписи 2009 года численность населения Маи-Аше составляла 34 536 человек (17 081 мужчина и 17 455 женщин). Население супрефектуры по возрастному диапазону распределилось следующим образом: 51,7 % — жители младше 15 лет, 42,7 % — между 15 и 59 годами и 5,6 % — в возрасте 60 лет и старше.

## Транспорт
Ближайший аэропорт расположен в Нджамене.